# Mijaíl Suslin
Mijaíl Yákovlevich Suslin (del ruso:  Михаи́л Я́ковлевич Су́слин ); Krasavka, Óblast de Sarátov, 15 de noviembre de 1894-21 de octubre de 1919 fue un matemático ruso que hizo importantes contribuciones a la topología general y a la teoría descriptiva de conjuntos.
Su nombre está asociado sobre todo al problema de Suslin, una cuestión relacionada con conjuntos totalmente ordenados que, según se descubrió, resultó ser independiente del sistema axiomático estándar de la teoría de conjuntos, o ZFC.
Hizo grandes contribuciones a la teoría de conjuntos analíticos, a veces llamada en su honor, una clase de conjunto de números reales que es definible mediante árbol. En 1917, mientras era estudiante de investigación de Nikolái Luzin, encontró un error en un argumento de Henri Lebesgue, quien creía haber probado que, para todo conjunto de Borel en {\displaystyle \mathbb {R} ^{2}}, su proyección sobre el eje real también era un conjunto de Borel.
Suslin murió de tifus en 1919, en la epidemia que asoló Moscú tras la guerra civil rusa.

## Biografía

### Primeros años
Los padres de Mijaíl Yákovlevich Suslin eran Yákov Gavrílovich Suslin (nacido en 1858) y Matrena Vasil'evna (nacida en 1859). Eran campesinos propietarios que vivían en una pequeña casa junto a la cual había un cobertizo desde el que vendían pequeños productos como sal, parafina, cerillas, cucharas, botones, hilo y arneses para caballos. Mijail Yákovlevich, conocido por sus amigos y familiares como Mishanya, era el único hijo de sus padres. Ayudaba a su padre a llevar la contabilidad de la tienda, mantenía el jardín libre de malas hierbas, cavaba la cosecha de patatas en otoño e iba con sus padres a la iglesia ortodoxa local.
En otoño de 1903 ingresó en la Escuela Krasavka n.º 2 a la edad de nueve años. En esta escuela, situada al otro lado de la carretera de la casa de los Suslin, recibió clases de Vera Andréevna Teplogorskaya-Smirnova, que rápidamente reconoció el potencial de Suslin. Ella merece un gran reconocimiento, no sólo por haber detectado su talento en los pocos meses que estudió allí, sino también por haber persuadido a la gente más acomodada del pueblo para que aportara fondos que permitieran a Suslin continuar su educación. Se graduó en la escuela primaria de Krasavka en la primavera de 1904 y al año siguiente entró en la clase preparatoria de la escuela secundaria privada para chicos de Balashov. Esta escuela privada no abrió sus puertas hasta 1905 y, cinco años más tarde, cuando Suslin aún era alumno, se convirtió en un instituto de enseñanza secundaria estatal.
Mientras asistía a la escuela de Balashov, Suslin se alojaba en casa de un comerciante llamado Bezborodov. Se mantenía económicamente actuando como tutor privado de los hijos de algunos ciudadanos ricos de Balashov. Tenía mucho tiempo para hacerlo, ya que el trabajo escolar le resultaba bastante sencillo. El 30 de mayo de 1913 se graduó en el instituto y recibió la medalla de oro. Su informe dice
En vista de su excelente comportamiento y diligencia constantes y de sus excelentes éxitos en ciencias, especialmente en matemáticas, el Consejo Pedagógico ha decidido concederle una medalla de oro...

### Años universitarios
En el verano de 1913, Suslin solicitó el ingreso en el Departamento de Matemáticas de la Facultad de Física y Matemáticas de la Universidad de Moscú y su solicitud fue aprobada. En su primer año de estudios asistió a los seminarios para estudiantes dirigidos por el geómetra diferencial Dimitri Fedorovich Egorov. A partir de la sesión de 1914-15, Suslin comenzó a trabajar con Nikolái Nikoláevich Luzin, que acababa de regresar a Moscú después de estudiar varios años en Göttingen con Edmund Landau. Suslin no fue el único estudiante que se unió al grupo de Luzin, pues también se incorporaron D E Menshov, A Ya Khinchin y P. S. Aleksandrov. Este grupo de destacados jóvenes matemáticos proporcionó un entorno de investigación extraordinariamente creativo. P. S. Aleksandrov escribe sobre Suslin cuando iniciaba su carrera académica
Incluso al principio de sus años de estudiante, Suslin demostró ser una persona interesante y pintoresca. Ya a la edad de 18 o 19 años había elaborado un plan especial para su futuro desarrollo intelectual. Las matemáticas eran sólo el principio de este plan. La física y la química debían constituir la segunda etapa, a la que seguiría la biología. La medicina debía ser la parte final de este plan, y a esta materia Suslin pretendía dedicar toda su vida futura.
Aunque sólo estaba en su segundo año de carrera, Suslin empezó a investigar. Luzin sugirió a sus alumnos que trabajaran en conjuntos de Borel y pidió a Suslin que leyera el artículo de Henri Lebesgue de 1905 Sur les functions representables analytiquement. Al mismo tiempo, Suslin estaba trabajando con P. S. Aleksandrov en un problema sugerido por Luzin, a saber, investigar si la inversa de un resultado encontrado por Aleksandrov era verdadera. Aleksandrov había demostrado que todo conjunto de Borel puede obtenerse aplicando una operación (denominada operación A por Suslin) a un conjunto cerrado. Aleksandrov escribe:
Suslin propuso que mi nueva operación teórica de conjuntos se llamara A-operación y que los conjuntos obtenidos al aplicarla a conjuntos cerrados se llamaran A-conjuntos. Subrayó que proponía esta terminología en mi honor, por analogía con los conjuntos de Borel, que por entonces solían llamarse B-conjuntos.
Al leer el artículo de Lebesgue, Suslin descubrió que uno de los lemas (enunciado por Lebesgue sin pruebas) era falso. Fue capaz de construir un contraejemplo del lema pero, después de pensarlo más, fue capaz de utilizar un método similar para atacar el problema de si todo A-conjunto es un B-conjunto:
Me pasé todo el invierno de 1915-16 y todo el verano siguiente intentando demostrar ese resultado. [...] Mis especulaciones, extremadamente persistentes, sólo cesaron cuando se supo, a principios del otoño de 1916, que Suslin había construido durante ese verano un ejemplo de A-conjunto que no es un B-conjunto y que, por tanto, había inaugurado una nueva etapa en el desarrollo de toda la teoría descriptiva de conjuntos.
En 1924, cinco años después de la muerte de Suslin, los A-conjuntos fueron rebautizados como conjuntos de Suslin por Felix Hausdorff en su nueva edición de Grundzüge der Mengenlehre. Ahora se ha convertido en la terminología estándar.

### Últimos años
Suslin se graduó en la Universidad de Moscú en 1917 con la máxima calificación en todos los exámenes que realizó. En marzo de 1917 Luzin le pidió a Suslin que continuara sus estudios para poder obtener una cátedra:
Tengo el honor de solicitar humildemente a la Facultad de Física y Matemáticas que Mijaíl Yákovlevich Suslin, que se graduó con el Diploma de primer grado, reciba un permiso para permanecer en la universidad durante dos años sin remuneración para prepararse para una cátedra. Durante sus estudios en la universidad, Suslin se interesó principalmente por la teoría de las funciones de una variable real. Con respecto a este tema, estudió en detalle los trabajos de Hausdorff, Baire y Lebesgue, además de seguir un curso especial adecuado. Como resultado de su estudio sistemático, descubrió una importante clase de conjuntos no medibles que son definibles de forma finita. Su existencia había sido negada hasta entonces por la escuela matemática francesa a raíz de los errores de la memoria clásica de Lebesgue, que también fueron revelados por Suslin. Este trabajo suyo, que ha atraído la atención general y que, en mi opinión, tiene muchas consecuencias matemáticas y filosóficas interesantes, se publicó en "Comptes Rendus" de la Academia de París el 8 de enero de ese año. Suslin conoce las lenguas francesa y alemana. Se adjunta una reimpresión de su trabajo junto con una instrucción para futuros estudios.
La petición fue concedida, pero Suslin se preocupó por su futuro, sin ayuda financiera para sus estudios. Parece que la salud de Suslin también le preocupaba. Luzin volvió a escribir en septiembre de 1917 solicitando una beca de estudios para mantenerlo durante los dos años. Sin embargo, la Revolución Rusa estaba causando ahora problemas a todos los que trabajaban en Moscú y Luzin decidió que podría trabajar mejor en un lugar más tranquilo:
En 1918 Luzin se trasladó por un tiempo a Ivánovo (que entonces todavía se llamaba Ivánovo-Voznesensk). Siguiendo su consejo, A Ya Khinchin, D E Menshov y M Ya Suslin también se trasladaron allí y, al igual que Luzin, enseñaron en el Instituto Politécnico de Ivánovo. Sin embargo, Suslin no tuvo buenas relaciones en Ivánovoy pronto perdió su trabajo allí.
Hay que profundizar en los motivos por los que Suslin "no tenía buenas relaciones en Ivánovo". Los problemas eran básicamente de salud, agravados considerablemente por la grave escasez de alimentos. Incluso antes de ir a Ivánovo, Suslin explicó que estaba enfermo, pero aun así se le convenció para que aceptara un puesto de profesor allí. Su enseñanza era extraordinaria. Vladimir Semenovich Fedorov escribió:
Como profesor, Suslin dejaba en su auditorio el recuerdo claro y definido de sus clases distintas y de ritmo riguroso, siendo infaliblemente metódico, siendo capaz de hacer trabajar a los alumnos y teniendo compasión por las necesidades y exigencias del auditorio.
El invierno de 1918-19 fue difícil en Ivánovo. El intenso frío y la falta de alimentos agravaron los problemas de salud de Suslin. El 14 de junio de 1919 solicitó un permiso para las vacaciones de verano para poder volver a casa de sus padres y recuperar su salud. Después de que le dijeran que sólo podía tomarse un mes de vacaciones y que debía volver al Instituto Politécnico de Ivanovo para impartir clases de repaso de verano, presentó su dimisión el 20 de junio. En su carta de dimisión vuelve a explicar sus problemas de salud:
[...] mis médicos han comprobado que tengo una afección pulmonar, confirmada por escrito, que exige un tratamiento mediante una mayor alimentación, y mi traslado, al menos durante el período estival, a una de las provincias abundantes en cultivos de cereales.
Al enterarse de su dimisión, treinta y cinco estudiantes enviaron al Consejo del Instituto Politécnico una carta en la que solicitaban que Suslin siguiera enseñando en el Instituto:
Nosotros, los estudiantes, al enterarnos de que el señor Suslin ha pedido su dimisión, manifestamos al Consejo de Profesores que en la persona de Mijaíl Yákovlevich tenemos un magnífico profesor. Nuestros estudios con él han sido extremadamente interesantes y ricos en contenido. Los estudiantes hemos asistido a sus clases con gran alegría. Los que hemos tenido que dejar temporalmente de estudiar con él lo lamentamos mucho, y esperamos seguir estudiando bajo su dirección. Por ello, todos deseamos contar en el futuro con M. Y. Suslin entre nuestros profesores, y pedimos la colaboración del Consejo de Profesores.
Por supuesto, Suslin no podía dimitir inmediatamente, por lo que tuvo que dar clases hasta el 1 de septiembre. Se hicieron gestiones para ayudarle, pero, como recoge P. S. Aleksandrov:
V. V. Golubev y I. I. Privalov iniciaron un plan para nombrar a Suslin profesor en la Universidad de Saratov. Se esperaba una recomendación de Luzin. Pero éste no la dio y no apoyó a Suslin para un puesto de profesor en Saratov. Cuando Suslin no consiguió el puesto, se marchó a su casa en el campo (en la provincia de Sarátov). Pronto contrajo el tifus y murió. Esta fue una de las páginas más trágicas de la historia de las matemáticas soviéticas. Hasta el final de la vida de Luzin, un retrato de Suslin estuvo sobre su escritorio, el único retrato de Suslin que he visto.
Después de su muerte, aparecieron otros dos artículos breves de Suslin. El documento Probleme 3 (1920) planteaba un problema que permaneció sin resolver durante cuarenta años. El otro artículo Sur un corps non denombrable de nombres reels. Redige d'apres un memoire posthume de Michel Souslin par C. Kuratowski apareció en 1923.

## Conceptos nombrados en honor a Suslin
1. Un álgebra de Suslin es un álgebra de Boole que es completa, sin átomos, numerablemente distributiva y que satisface la condición de cadena numerable.
2. Un cardinal de Suslin es un cardinal λ tal que existe un conjunto P ⊆ 2ω tal que P es λ-Suslin pero P no es λ'-Suslin para cualquier λ'  < λ.
3. La conjetura de Suslin afirma que las líneas de Suslin no existen.
4. Una línea de Suslin es un conjunto totalmente ordenado entero denso no acotado que satisface la condición de cadena contable y no isomorfo de orden a la línea real.
5. El número de Suslin es el supremo de las cardinalidades de familias de conjuntos abiertos no vacíos disjuntos.
6. La operación de Suslin, generalmente denotada por A, es una operación que construye un conjunto a partir de un esquema de Suslin.
7. El problema de Suslin pregunta si existen líneas de Suslin.
8. La propiedad de Suslin establece que no hay una familia no numerable de subconjuntos abiertos no vacíos disjuntos por pares.
9. Una representación de Suslin de un conjunto de reales es un árbol cuya proyección es ese conjunto de reales.
10. Un esquema de Suslin es una función con dominio las secuencias finitas de enteros positivos.
11. Un conjunto de Suslin es un conjunto que es la imagen de un árbol bajo una cierta proyección.
12. Un espacio de Suslin es la imagen de un espacio polaco bajo un mapeo continuo.
13. Un subconjunto de Suslin es un subconjunto que es la imagen de un árbol bajo una cierta proyección.
14. El teorema de Suslin sobre conjuntos analíticos establece que un conjunto que es analítico y coanalítico es Borel.
15. Un árbol de Suslin es un árbol de altura ω1 tal que cada rama y cada anticadena es a lo sumo numerable.

## Publicaciones
Suslin solamente publicó un artículo de cuatro páginas antes de morir a los 24 años.
- Souslin, M. Ya. (1917), «Sur une définition des ensembles mesurables B sans nombres transfinis», C. R. Acad. Sci. Paris 164: 88-91.
- Souslin, M. (1920), «Problème 3», Fundamenta Mathematicae 1: 223.
- Souslin, M. Ya. (1923), «Sur un corps dénombrable de nombres réels»,  en Kuratowski, C., ed., Fundamenta math. (en francés) 4: 311-315, JFM 49.0147.03.